# 海南市
海南市（かいなんし）は、和歌山県の北部沿岸部に位置する市。紀北地域（紀北圏域）に属する。紀州漆器の産地。

## 地理

海南市中心部周辺の空中写真。
2019年9月25日撮影の9枚を合成作成。。

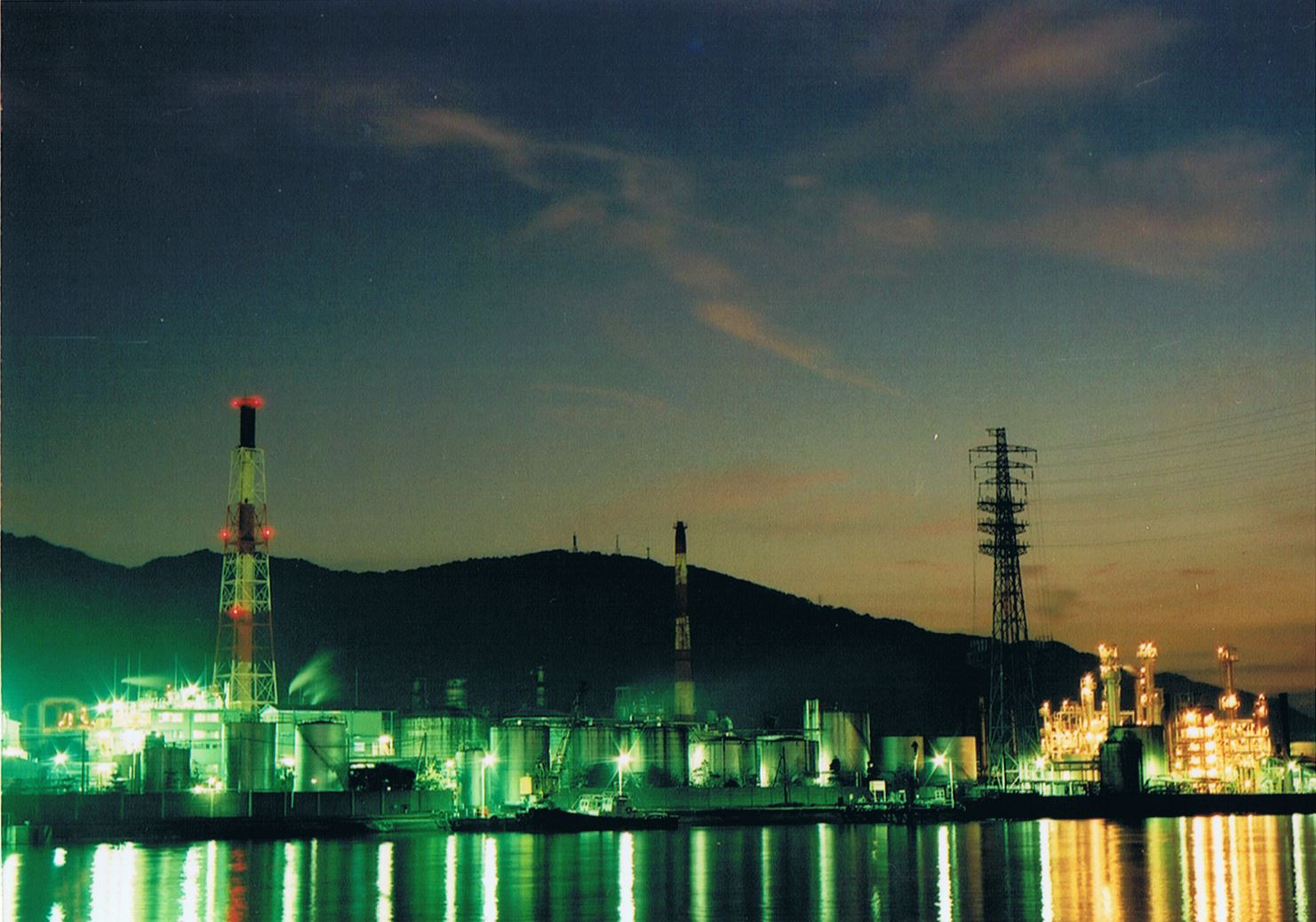
海南港から見たプラントの夜景

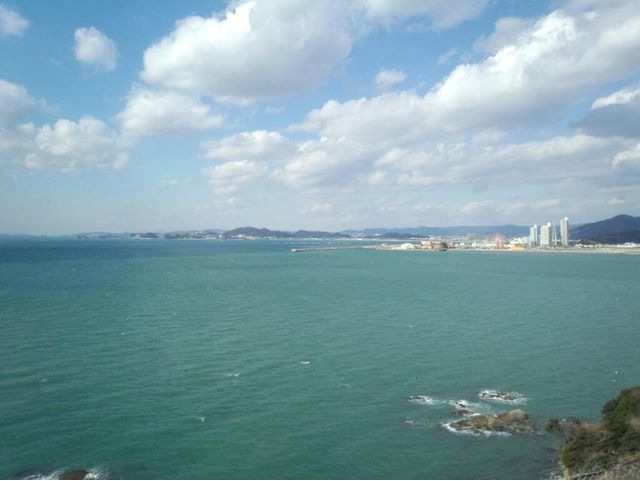
冷水より下津港を望む

- 市の北半分は丘陵地で比較的なだらかであるが、南半分は長峰山脈と藤白山脈を控え、山岳に覆われている。最高峰は鏡石山で558メートル。それ以外に熊尾寺山543m、黒沢山509mなど500m級の山が連なる。主な河川は東部を縦貫する貴志川、北部と中央部を縦貫し、和歌山市南部で海に注ぐ亀ノ川、鏡石山に水源を持ち、市の中心部で海に注ぐ日方川などがある。旧海南市域には、灌漑・治水を目的とした人工池が多数見られ、中でも亀池は井沢弥惣兵衛が設計築造した、農林水産省のため池百選に選定されているため池で、四季を通して憩いの場所として市民に親しまれている（下記の「亀池公園」を参照）。市の西側は紀伊水道に面し、四国、淡路島、沼島を望むことができる。
- 気候は瀬戸内気候に属し、年中温暖で降水量はそれほど多くない。ただし、夏は高温となり、冬季は曇りがちである。

### 人口
| |                                        |  |
| 海南市と全国の年齢別人口分布（2005年） | 海南市の年齢・男女別人口分布（2005年） |  |
| ■紫色 ― 海南市 ■緑色 ― 日本全国 | ■青色 ― 男性 ■赤色 ― 女性              |  |
| 海南市（に相当する地域）の人口の推移 \| 1970年（昭和45年） \| 71,200人 \| \| \| 1975年（昭和50年） \| 71,126人 \| \| \| 1980年（昭和55年） \| 69,942人 \| \| \| 1985年（昭和60年） \| 67,218人 \| \| \| 1990年（平成2年） \| 64,390人 \| \| \| 1995年（平成7年） \| 62,634人 \| \| \| 2000年（平成12年） \| 60,373人 \| \| \| 2005年（平成17年） \| 57,744人 \| \| \| 2010年（平成22年） \| 54,783人 \| \| \| 2015年（平成27年） \| 51,860人 \| \| \| 2020年（令和2年） \| 48,369人 \| \| |                                        |  |
| 総務省統計局 国勢調査より |                                        |  |
| 1970年（昭和45年） | 71,200人                               |  |
| 1975年（昭和50年） | 71,126人                               |  |
| 1980年（昭和55年） | 69,942人                               |  |
| 1985年（昭和60年） | 67,218人                               |  |
| 1990年（平成2年） | 64,390人                               |  |
| 1995年（平成7年） | 62,634人                               |  |
| 2000年（平成12年） | 60,373人                               |  |
| 2005年（平成17年） | 57,744人                               |  |
| 2010年（平成22年） | 54,783人                               |  |
| 2015年（平成27年） | 51,860人                               |  |
| 2020年（令和2年） | 48,369人                               |  |

## 歴史
弥生土器や古墳なども見られ古くから人間が生活した痕跡がうかがえる。熊野古道もあり、古くから都と白浜の湯治場の中継地として栄えていた。市南部の藤白山の麓では有間皇子が非業の死を遂げ、遺恨碑も建てられている。戦国時代には全国を制覇しようと目論む織田信長側とこれを阻む雑賀衆との合戦も行われた。江戸時代、紀州徳川家は黒江地区を紀州漆器の生産地として特別の保護を与え、大いに栄えた。

### 沿革
- 1934年（昭和9年）5月1日 - 海草郡黒江町・内海町・日方町・大野村が合併して海南市が発足。海草郡南部に位置することからこの名称がついた。
- 1955年（昭和30年）4月1日 - 海草郡巽村・亀川村・北野上村・中野上村・南野上村を編入。
- 2005年（平成17年）4月1日 - 海南市（初代）と海草郡下津町が新設合併し、二代目の海南市が発足。市章も新たに制定された。新設合併として合併したのは海南市（初代）が誕生した1934年以来71年ぶりである。なお、旧海草郡下津町は地名に下津町を残し海南市下津町○○となる。
- 2017年（平成29年）11月6日 - 海南市南赤坂11番地の新市役所庁舎にて業務開始（一部の部署を除く）。

## 政治・行政

### 行政
- 市長：神出政巳（2005年4月24日就任、新市制、4期目）

### 国の機関
- 大阪国税局海南税務署
- 近畿地方整備局和歌山河川国道事務所海南国道維持出張所
- 国土地理院海南験潮場
- 和歌山労働局海南公共職業安定所

### 議会
定数:20人 （そのうち3人が女性で、議員の15％が女性）

## 産業
古くから工芸の町として知られ、黒江地区では紀州漆器が、内海地区では和傘が、日方地区では製塩が行われていた。1960年代に臨海工業基地が造られ、住友金属工業（進出時は海南鋼管株式会社、のちに住友金属工業海南鋼管製造所）、関西電力（海南発電所）、富士興産（石油精製業）などの重化学工業が進出する。一時期発展するがバブル崩壊以降は、リサーチラボなど先端情報産業の誘致に取り組み、重化学工業への依存体質からの脱却を図ろうとしている。黒江地区では漆器工芸を生かした観光にも取り組んでいる。東部地区は農業地帯で、イチゴ、桃、柑橘類などの物|果樹栽培が行われている。この他、和雑貨及び醸造が盛ん。特に棕櫚を用いたたわし製造から始まった日用雑貨品生産は、市の代表的な地場産業であり（後述）、醸造は黒江、内海、野上地区で行われている。
旧下津町域では古くからミカン栽培が盛んだが、ブランド産地の有田が近い関係で有田方面が出荷を終える（早生種中心でその後は中晩柑生産にシフトする）時期まで土蔵で寝かせ、糖度を増させる「蔵出しみかん」が主要特産品となっている。またビワ栽培も盛んであり、県下一で全国有数の産地となっている。

### 家庭日用品産業
和歌山県海南市及び海草郡旧野上町（現紀美野町）一帯は野上谷と呼ばれ、スポンジや洗濯ハンガーなど家庭日用品の一大産地である。これは原料となる良質の棕櫚が近くで採れたため、たわし、箒、縄などの棕櫚加工品の製造が盛んになった。その後、時代の変化と共に原材料はプラスチック、化学繊維製とシフトしていくが、今日でも炊事、洗濯、トイレ、風呂など水回り品におけるシェアは全国の8割強を占め、中小含め企業数は100近くに上る。一部は全国展開するほど大規模で、大都市に販路を持ち、全国のホームセンター、スーパーマーケットやドラッグストアなどに提供されている。近年は安価な輸入品に押されがちであったが、アイデア商品や高付加価値商品を開発することで、差別化戦略を図ってきており成果が見られている。一方で、昔ながらの棕櫚束子、箒、ブラシを手作業で作っている職人もおり、一部は県の伝統工芸品となっている。
また、海沿いの日方、船尾地区を中心に箪笥などの木工家具産業が盛んであったが、時代の流れによって食器棚や本棚、そこからプラスチック、金属製の収納ボックスや収納棚）、ラック、キッチンワゴン、テレビスタンドなどの収納家具、ユニット家具が中心となっており、これらを製造する企業も家庭日用品として上記組合に加盟している。特に、色付き組立家具（カラーボックス）は同市に本社を置くクロシオが日本で初めて商品化したものである。
南に隣接する有田市が蚊取り線香の発祥の地であることから、海南市下津に本社、工場を持つ蚊取り線香製造会社が多い。大日本除虫菊株式会社（金鳥）も下津に工場がある。

### 主な事業所
家庭日用品
前述したように、キッチン（スポンジなど）、ランドリー（洗濯ハンガーなど）、バス（ボディタオル、マットなど）、トイレ（便座カバーなど）水回り関連の日用品と棕櫚箒に端を発するクリーニング（掃除）、リビング、収納用品に強みを持つ。以下は「海南漆器まつり」と同時に開催される、「家庭用品まつり」に例年テナント出展を行うなど大規模な企業である。
- 株式会社アイセン（キッチン、ランドリー、バスなど）
- 株式会社オーエ（キッチン、バス、トイレ、ランドリーなど）
- オカ株式会社（バス、トイレなど）
- 株式会社オカトー・株式会社エルオー（ランドリーなど。100円均一ショップ向け商品も多数開発）
- 株式会社サンコー（キッチン、バス、トイレ、クリーニングなど）
- 東和産業株式会社（バス、キッチン、ランドリー、トイレ、収納用品など）
- ヨコズナクリエーション株式会社（トイレ、バスなど）
- ワコー株式会社（キッチン、バス、クリーニングのほか、その技術を生かしカー掃除用品も手掛ける）
- 株式会社小久保工業所（トイレ、ランドリー、リビングのほかビューティー用品など幅広く手掛ける。中でも洗顔用泡立てネット『ホイップ洗顔』は同社を代表するヒット商品である）
- キクロン株式会社（本社ならびに工場は和歌山市にあるが、海南特産家庭用品協同組合に加盟）（キッチン、バス、トイレ、ランドリーなど）

その他
- 株式会社タカショー本社
- 日本製鉄株式会社関西製鉄所和歌山地区（海南）
- セイカ株式会社 海南工場
- ENEOS和歌山石油精製株式会社 海南精油所
- 平和酒造株式会社

## 教育

### 高等学校

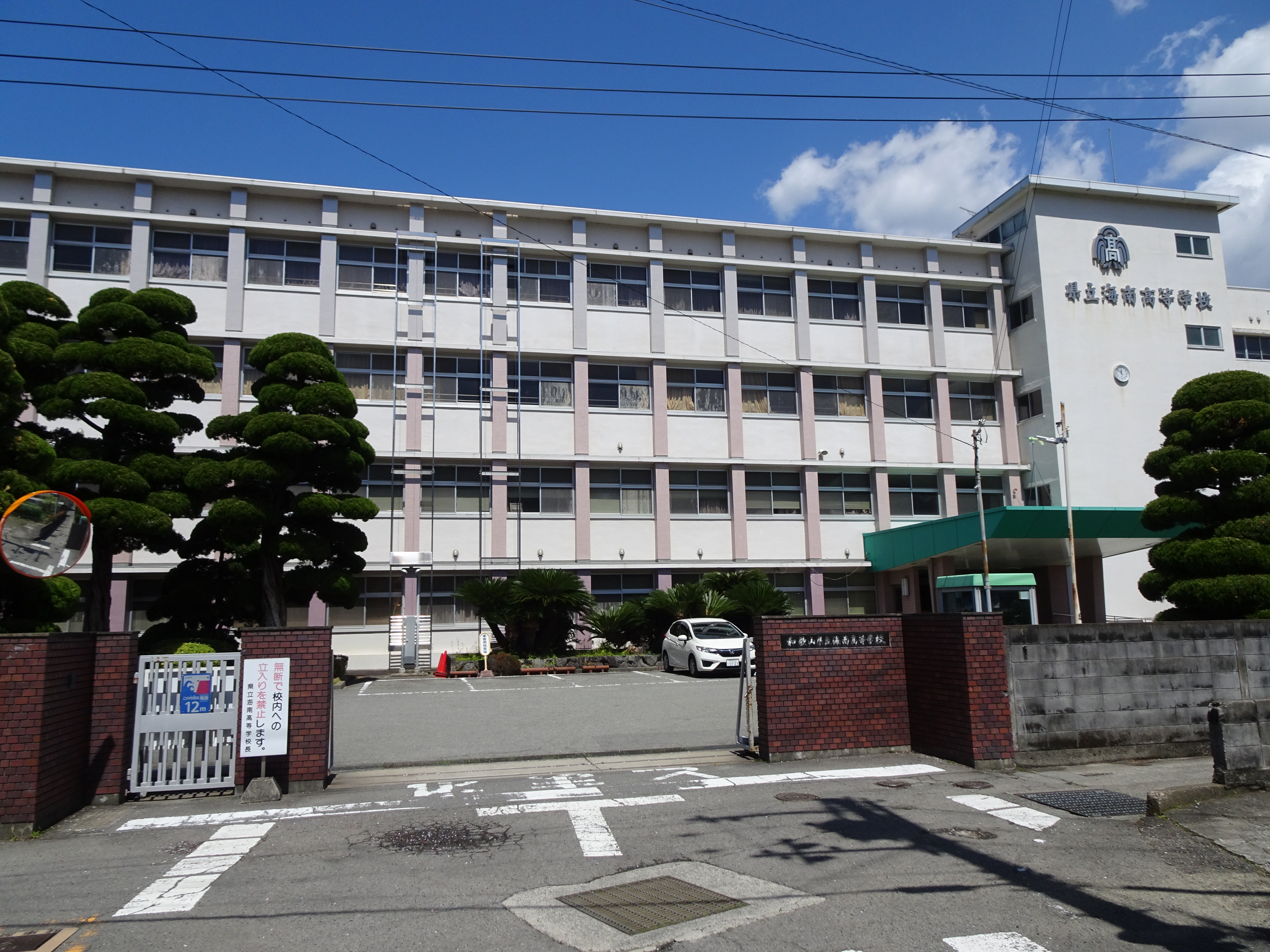
和歌山県立 海南高等学校

- 和歌山県立海南高等学校

### 中学校
- 海南市立海南中学校（2011年3月に第一中学校および第二中学校を廃止・統合し2011年4月に新設）
- 海南市立第三中学校
- 海南市立亀川中学校
- 海南市立巽中学校
- 海南市立東海南中学校
- 海南市立下津第一中学校
- 海南市立下津第二中学校

### 小学校
- 海南市立黒江小学校
- 海南市立日方小学校
- 海南市立内海小学校
  - 海南市立内海小学校冷水分校（休校中）
- 海南市立大野小学校
- 海南市立亀川小学校
- 海南市立巽小学校
- 海南市立北野上小学校
  - 海南市立北野上小学校七山分校
- 海南市立中野上小学校
- 海南市立南野上小学校
- 海南市立塩津小学校（休校中）
- 海南市立加茂川小学校
- 海南市立大東小学校
- 海南市立下津小学校

## 交通
熊野古道に沿う形で、紀伊半島を一周する国道42号とJR紀勢本線（きのくに線）が縦貫している。
関西国際空港へは阪和自動車道の利用で1時間以内である。
海南市街の道では、長峰山脈などでは一部にすれ違いが困難な狭い道がある。

### 鉄道
JR西日本以外に、かつては和歌山市との間を連絡する路面電車南海和歌山軌道線、野上町との間を連絡する野上電気鉄道があったが、前者は1971年に、後者も1994年に廃止された。
- 西日本旅客鉄道

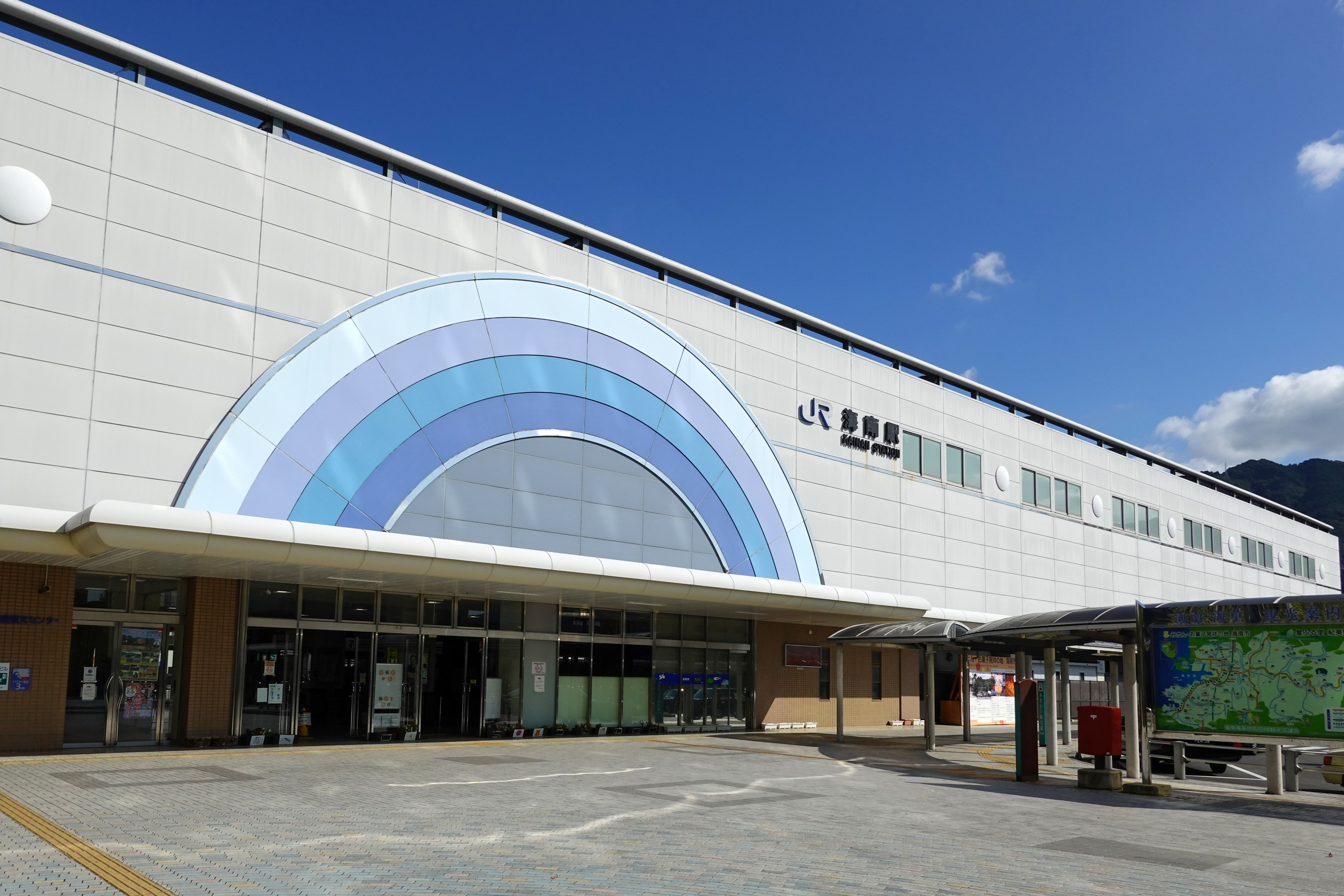
海南駅

- - 紀勢本線（きのくに線）：初島駅（有田市） - 下津駅 - 加茂郷駅 - 冷水浦駅 - 海南駅 - 黒江駅 - （和歌山市）紀三井寺駅

### 路線バス
- 和歌山バス
- 有田鉄道バス
- 大十バス
- 海南市コミュニティバス

### 道路

#### 高速道路
- 阪和自動車道： 和歌山IC（和歌山市） - 海南東IC - 海南IC - 下津IC - （有田川町）有田IC

#### 国道
- 国道42号
  - 有田海南道路（計画中）
- 国道370号
  - 阪井バイパス（2019年6月22日完成）
- 国道424号
  - 木津バイパス（2017年3月4日完成[4]）

### 県道
- 主要地方道
  - 和歌山県道9号岩出海南線
  - 和歌山県道10号岩出野上線
  - 和歌山県道18号海南金屋線
- 一般県道
  - 和歌山県道135号和歌山海南線
  - 和歌山県道136号秋月海南線
  - 和歌山県道137号三田海南線
  - 和歌山県道138号和歌山野上線
  - 和歌山県道159号海南吉備線（一部未開通）
  - 和歌山県道160号沖野々森小手穂線
  - 和歌山県道161号小野田内原線
  - 和歌山県道162号海南港線
  - 和歌山県道164号沓掛糸我線
  - 和歌山県道165号引尾下津線
  - 和歌山県道166号興加茂郷停車場線
  - 和歌山県道167号大崎加茂郷停車場線
  - 和歌山県道168号下津港下津停車場線
  - 和歌山県道169号奥佐々阪井線

### 道の駅
- 海南サクアス

## 観光

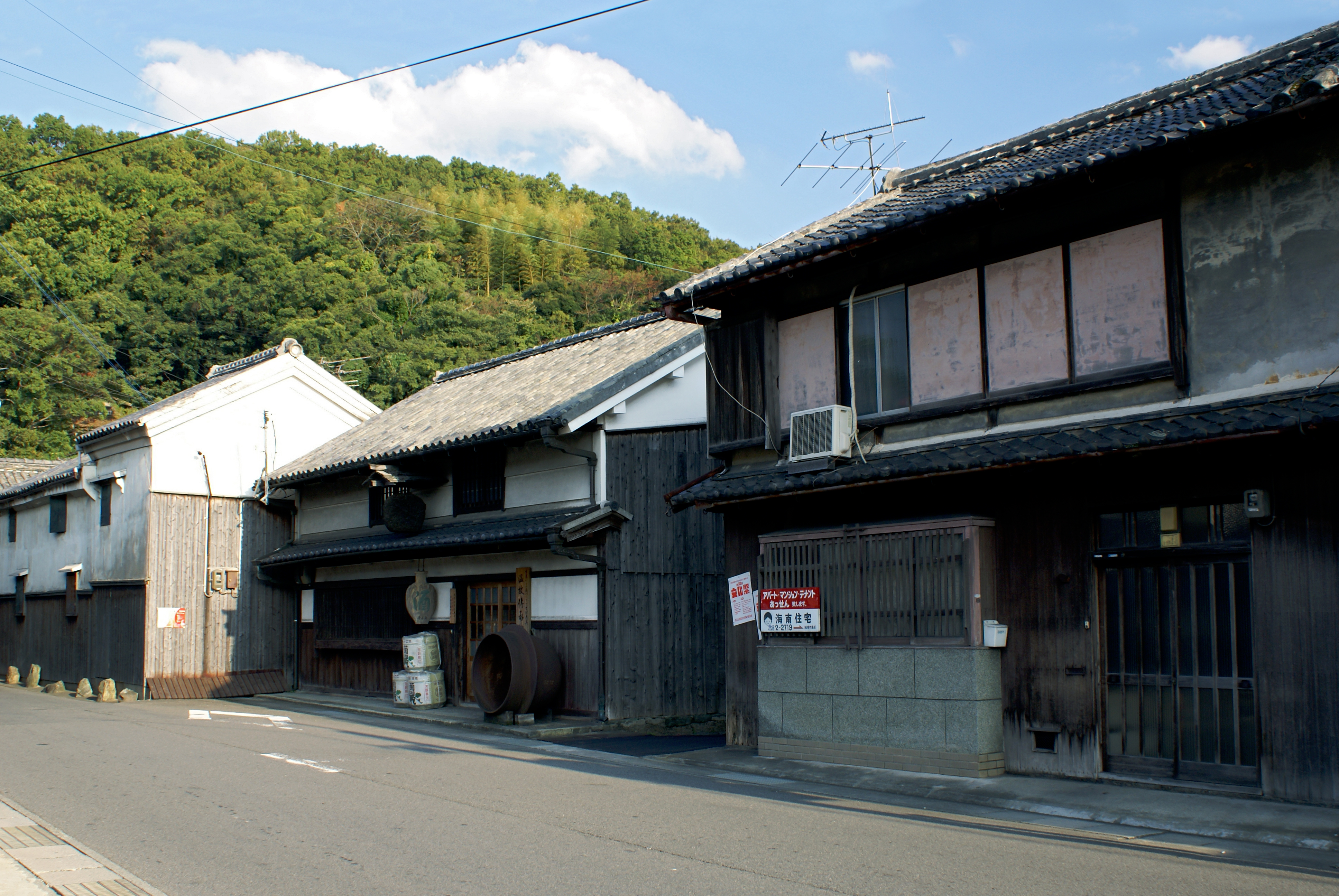
造り酒屋と黒江の町並み

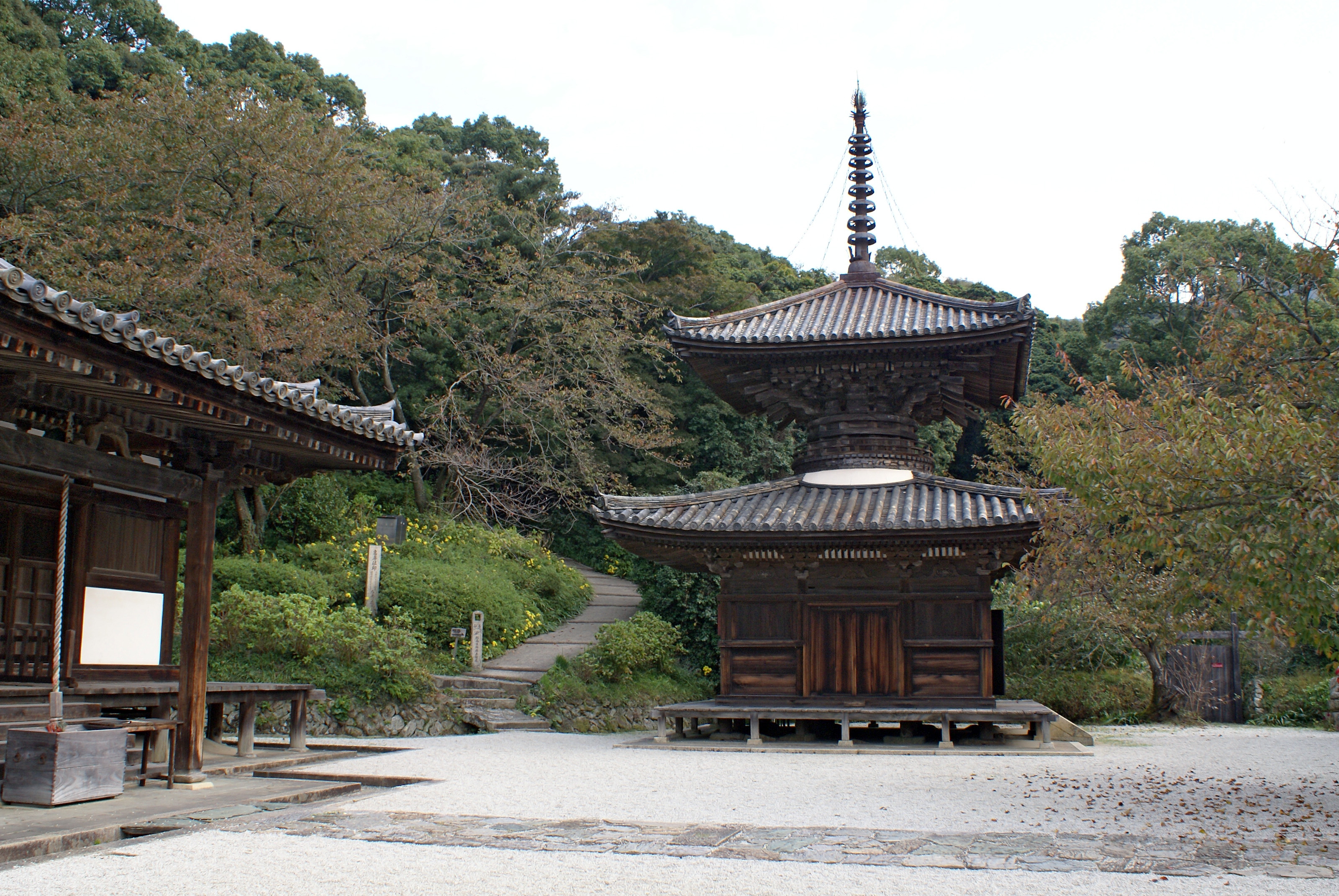
長保寺

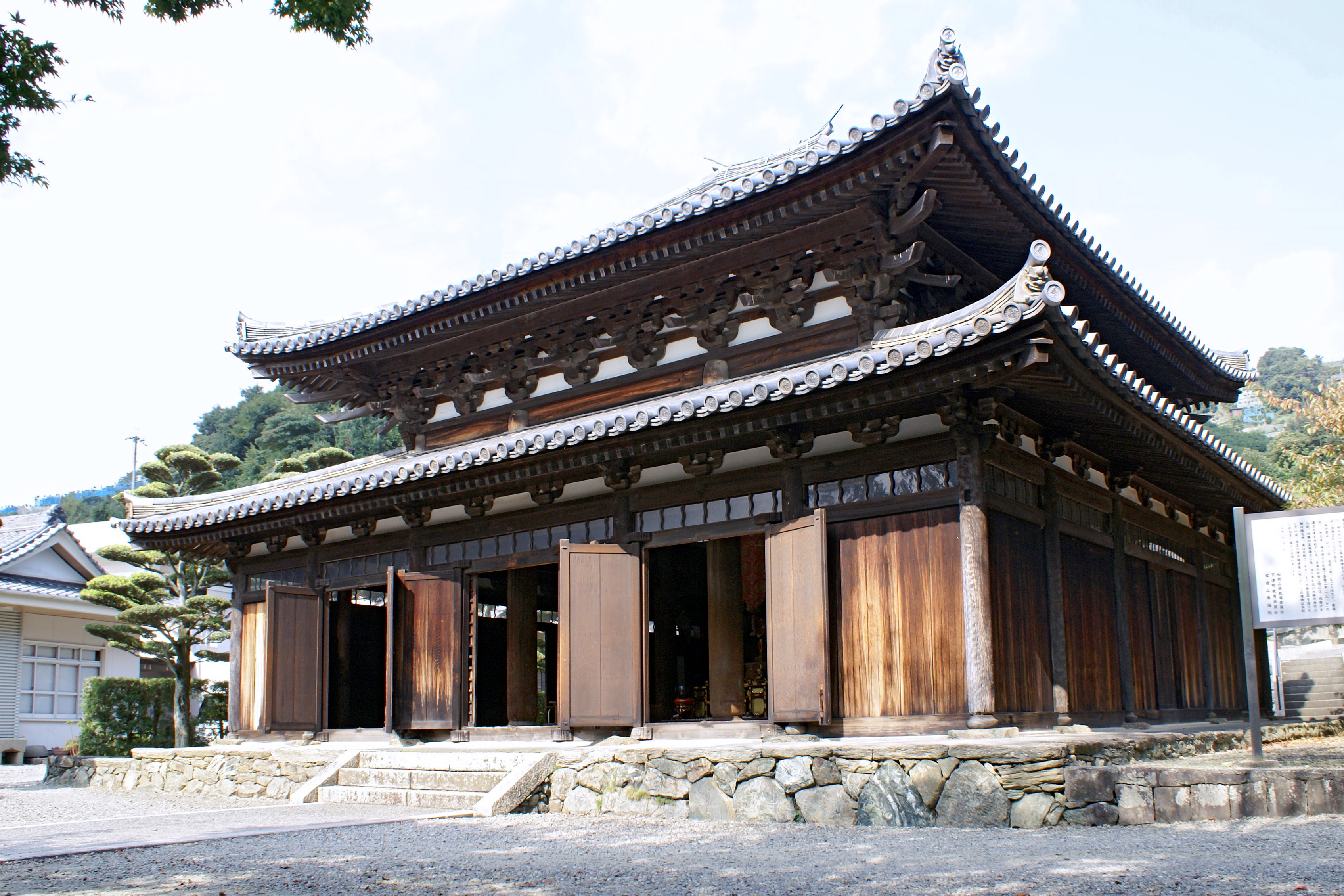
善福院釈迦堂

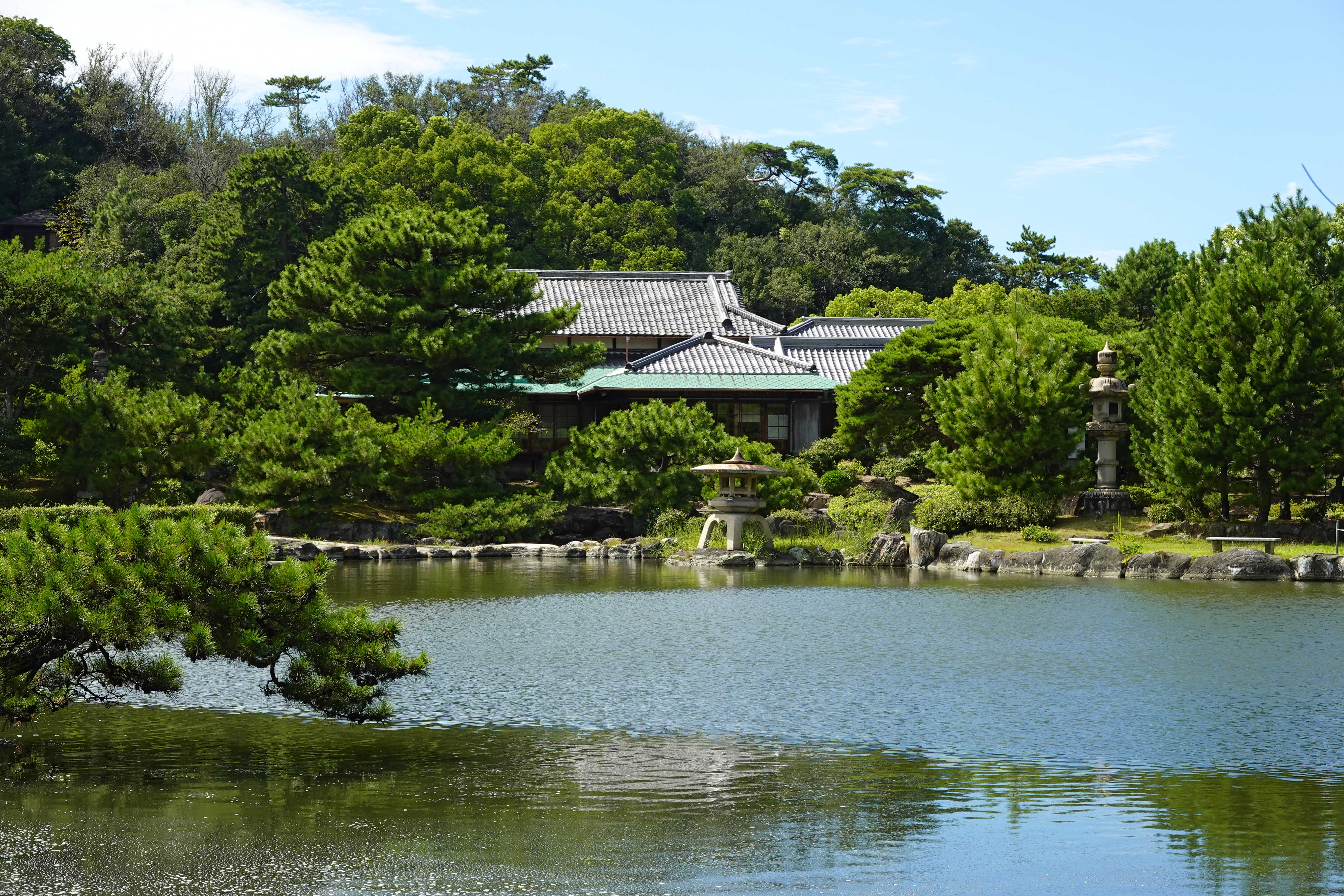
温山荘園

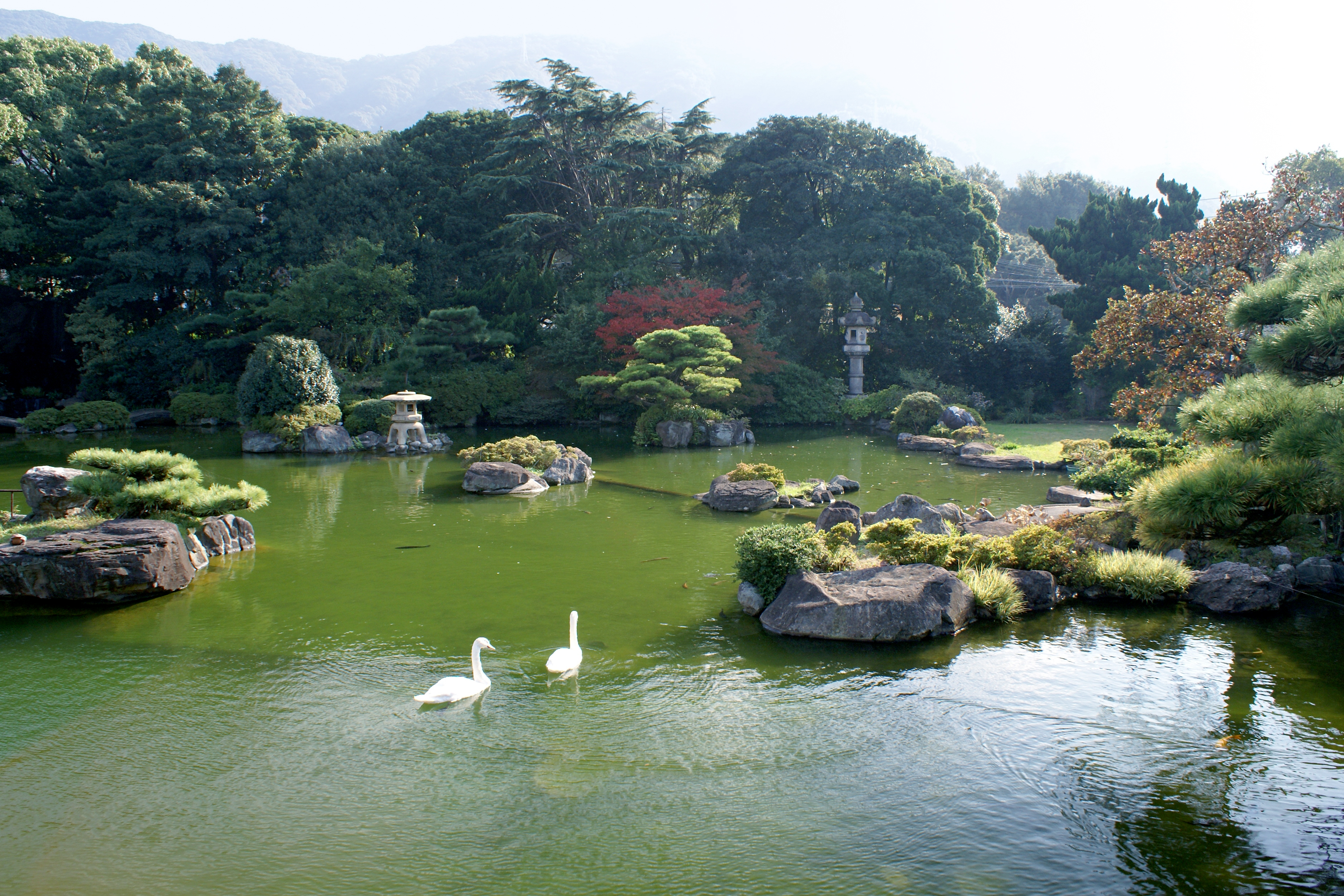
長久邸

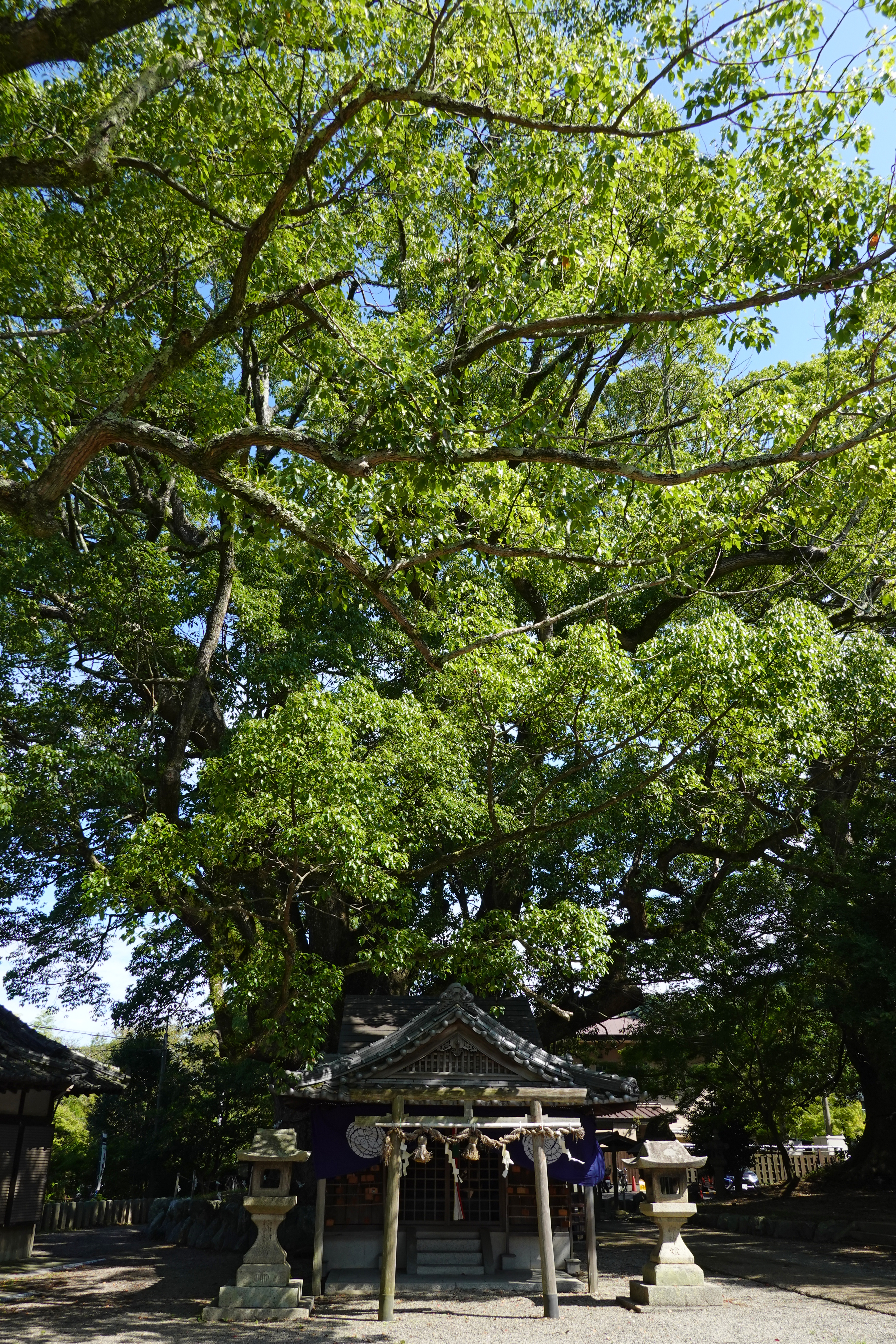
藤白神社子守楠神社

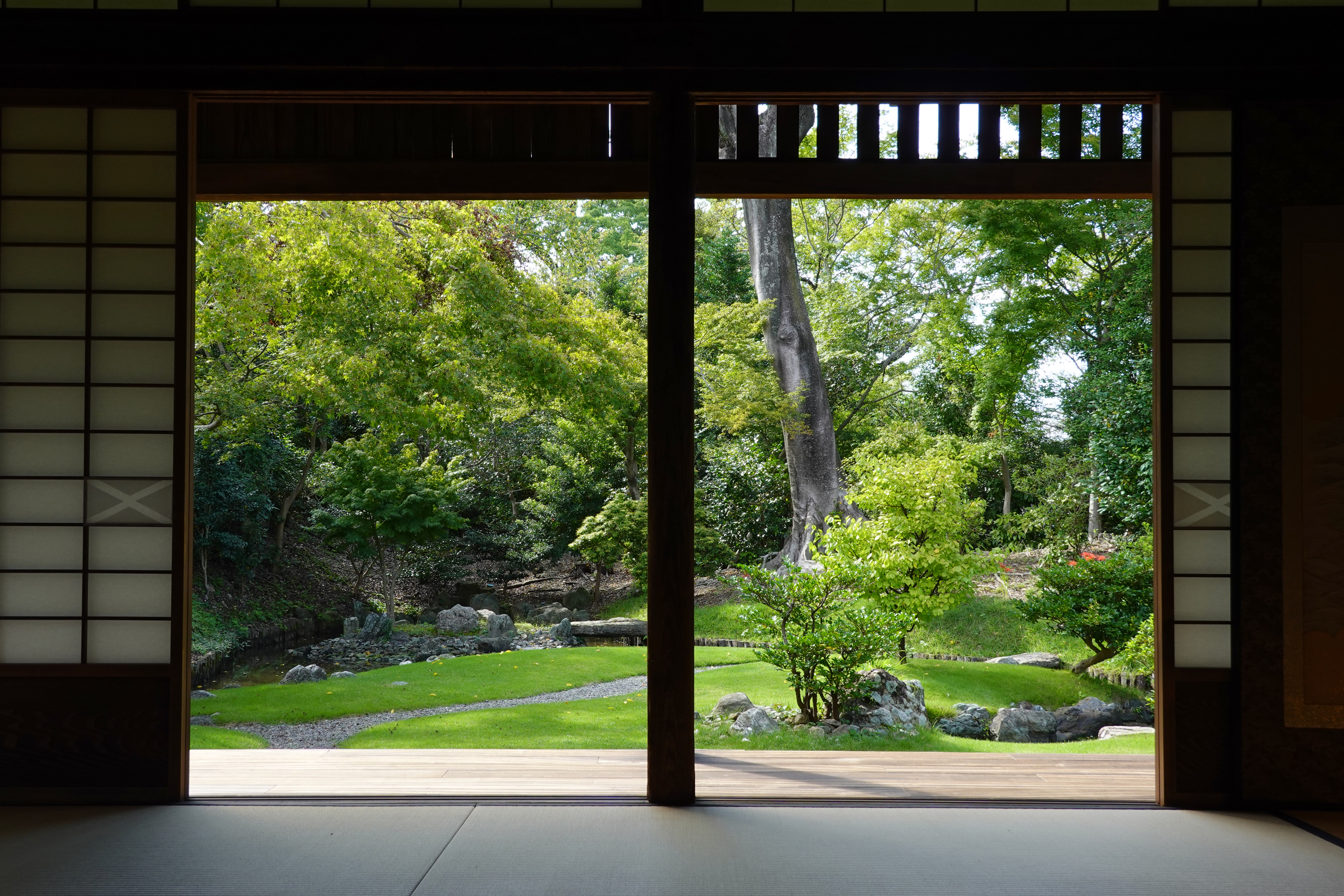
鈴木屋敷「曲水園」

### 観光地
- 黒江 - 漆器（紀州漆器）工芸の伝統的町並みが保存されている。温故伝承館（名手酒造店が運営。きき酒ができる）、黒江ぬりもの館（漆器の小物を土産に買うことができる）、紀州漆器伝統産業会館（イチローのサイン入り漆塗りのバットがある）等がある。
- 長久邸 - 中野BCの敷地内にある邸宅で、広大な池泉式日本庭園がある。
- 温山荘園 - 琴ノ浦にある、大正期に大阪の豪商によって建てられた別荘で、広大な日本庭園と洞窟がある。ひらがなで書くと「おんざんそう」であるが、地元では「おんだんそう」と呼ばれる（紀州弁の特徴）。
- 亀池公園 -農林水産省のため池百選に選定されているとともに、紀の川市の桜池、平池とともに和歌山県三大用水池の1つとされている。
  - 双青閣 - 昭和43年（1968年）に双青閣が移築されている。双青閣とは、亀池の近くにある紀州東照宮近辺に建造された大正期の旧徳川家別邸で大正期の建築が見事に維持されている。また昭和天皇が紀州路を行幸中に宿泊したことで知られる。亀池のほとりからは歩行者専用のつり橋で中島まで往来できる。
- 孟子不動谷自然公園

### 寺院
- 長保寺 - 平安時代創建の勅願寺。国宝建造物3棟。紀州徳川家の菩提寺、和歌山藩主徳川家墓所は国の史跡。
- 善福院 - 鎌倉時代、栄西による創建。現存する釈迦堂は国宝に指定されている。
- 禅林寺 - 地元では「薬師さん」と呼ばれボケよけ寺として知られる。
- 浄国寺
- 願成寺 - アジサイ寺

### 神社
- 藤白神社
  - 藤代王子 - 熊野九十九王子社のなかでも特に格式の高い五体王子のひとつ。正月の獅子舞や奉納相撲が有名。
  - 鈴木屋敷 - 鈴木姓の発祥の地として知られ、全国鈴木会議が行われた。
- 春日神社 - 境内に九十九王子の一つ松代王子が合祀されている。
- 熊野古道（紀伊路）および九十九王子
- 中言神社
- 宇賀部神社
- 千種神社
- 杉尾神社

### 文化施設
- 海南nobinos
- 和歌山県立自然博物館
- 紀州漆器伝統産業会館
- 黒江ぬりもの館
- うるし蔵
- 温故傳承館
- 海南市下津歴史民俗資料館

### 娯楽
- 海南市わんぱく公園
- 黒沢ハイランド - 牧場、乗馬場、キャンプ場、アーチェリー場
- 釣り公園シモツピアーランド -　下津にある海釣り専用施設
- すわん江戸村

### 祭礼
- 紀州漆器まつり

## 出身著名人

### 軍人
- 小野田寛郎 - 陸軍軍人、ルバング島生還者

### 政治家
- 山本有造 - 元海南市長
- 石田真敏 - 衆議院議員 、元総務大臣、元海南市長
- 谷口和史 - 衆議院議員、神奈川県議会議員
- 湯川宏 - 衆議院議員

### 実業家
- 山本勝之助 - かねいち山本勝之助商店の創業者。「手廻しせねば雨が降る」の処世訓を後世に遺す[5]。
- 田嶋一雄 - ミノルタ創業者
- 花蜜伸行 - 出前館創業者
- 高岡伸夫 - タカショー創業者・社長、著書「誰も教えてくれないベンチャー社長学（財界研究所）」
- 石橋八九郎 - 石橋合名会社代表社員
- 橋爪徳松 - 大阪電気商会大阪暖房商会の重役、俳優橋爪功の父

### スポーツ選手
- 島本講平 - 元プロ野球選手
- 海龍元生 - 元大相撲力士、世話人
- 照の花謙二 - 元大相撲力士
- 栃乃和歌清隆 - 元大相撲力士、年寄・春日野
- 森下仁志 - 元プロサッカー選手、元ザスパクサツ群馬監督
- 駒野友一 - プロサッカー選手（FC今治）、ドイツW杯本大会のメンバー。
- 川崎絢平 - 元アマチュア野球選手、明豊高等学校野球部監督
- 南昌輝 - 元プロ野球選手
- 庄司龍二 - 元プロ野球選手、大阪府警警察官

### 芸能人
- 西口有香 - 声優・舞台女優
- 斎東満 - 浪曲師

### アナウンサー
- 坂本七菜 - テレビ大阪アナウンサー

### 音楽家
- 橋爪伴之 - 大阪フィルハーモニー交響楽団トランペット奏者
- KISAKI - ベーシスト、ヴィジュアル系バンドの音楽プロデューサー

### 歴史上の人物
- 井沢弥惣兵衛 - 紀州流土木工法の祖